# Nelson Mason

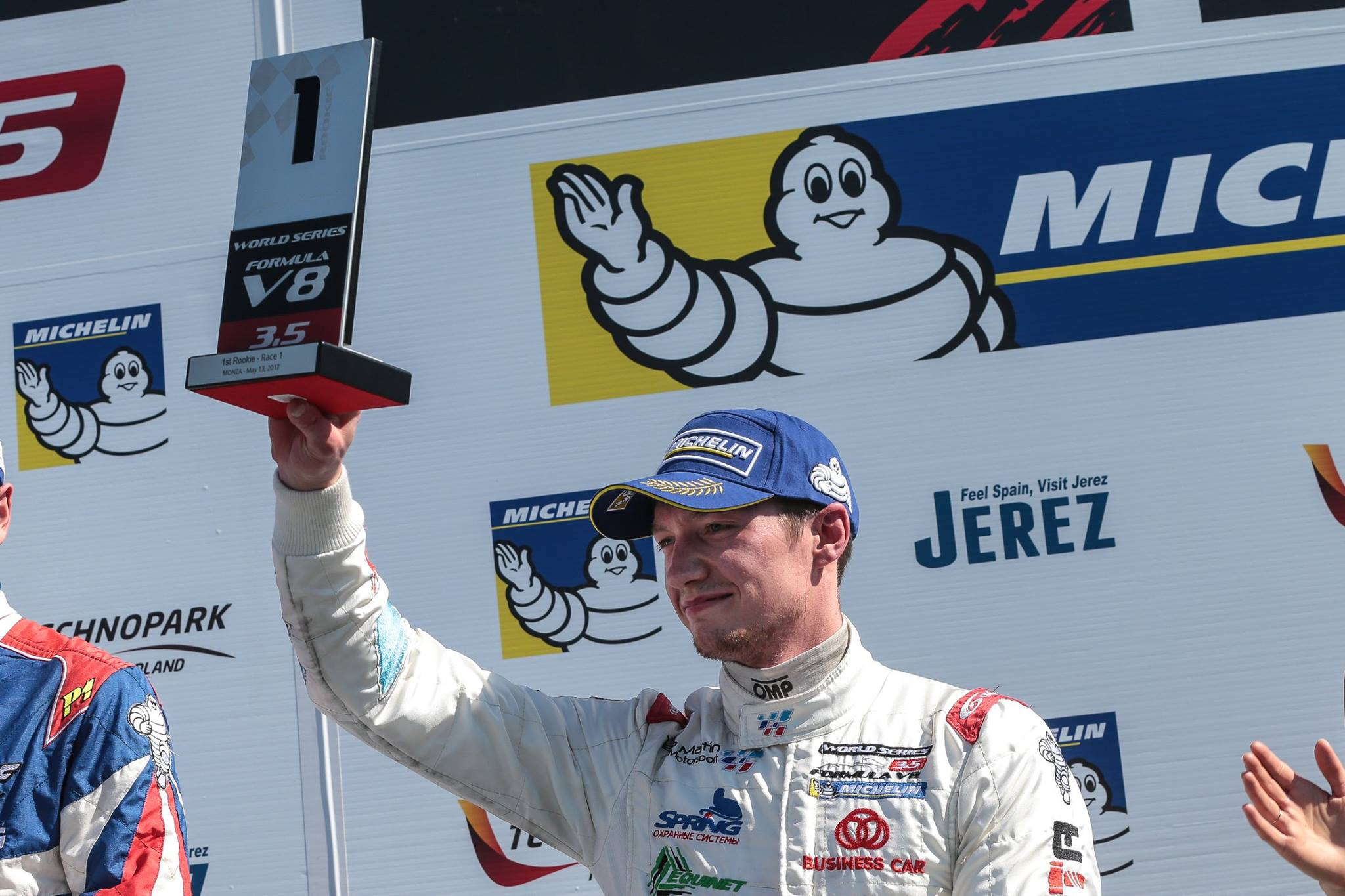
Nelson Mason

Nelson Mason (Niagara Falls, 13 oktober 1987) is een Canadees autocoureur.
In het Europese F3 Open 2013 seizoen eindigde hij na 19 races als derde in het eindklassement met 4 zeges en 9 podiumplaatsen. Vijf van die wedstrijden kon hij starten in pole position met een snelste race lap.
In 2014 testte Mason in de GP3 Series bij de teams Trident en Hilmer Motorsport. Voorafgaand aan het eerste raceweekend werd bekend dat hij bij het laatste team in zal stappen. Hij werd de teamgenoot van Ivan Taranov en Beitske Visser. Uiteindelijk was hij de enige van dit trio die het gehele seizoen deelnam, maar hij kon geen kampioenschapspunten scoren.
In 2017 keert Mason terug in de autosport, waarbij hij uitkomt voor het team Teo Martín Motorsport in de World Series Formule V8 3.5.